# 20218 Dukewriter
20218 Dukewriter è un asteroide della fascia principale. Scoperto nel 1997, presenta un'orbita caratterizzata da un semiasse maggiore pari a 3,0400260 UA e da un'eccentricità di 0,1209648, inclinata di 0,89326° rispetto all'eclittica.